# Rebecca Miller
Rebecca Augusta Miller (Roxbury, 15 settembre 1962) è una regista, attrice, sceneggiatrice e scrittrice statunitense.

## Biografia
Nata nel Connecticut, figlia del noto drammaturgo Arthur Miller e della fotografa Inge Morath. Ha studiato arte all'Università Yale. Inizia la carriera d'attrice verso la fine degli anni ottanta debuttando nel film per la televisione Assassinio di Mary Phagan, in seguito partecipa a diversi film, tra cui A proposito di Henry (1991), Wind - Più forte del vento (1994) e Mrs. Parker e il circolo vizioso (1994).
Debutta alla regia nel 1995 con il film Angela, nel 2002 torna dietro la macchina da presa per dirigere Personal Velocity - Il momento giusto tratto da un suo romanzo intitolato Personal Velocity, una raccolta di brevi storie pubblicata qualche anno prima. Il film ha ottenuto molti riconoscimenti tra cui il Gran Premio della Giuria al Sundance Film Festival.
Nel 2005 dirige La storia di Jack & Rose, che vede come protagonista il marito, Daniel Day-Lewis, conosciuto sul set del film La seduzione del male, sceneggiato dal padre e basato sull'opera da lui stesso scritta, Il crogiuolo. Con Day-Lewis si sposa il 13 novembre 1996, e dal matrimonio nascono due figli, Ronan (1998) e Cashel (2002).
Successivamente ha lavorato al film La vita segreta della signora Lee, con un ricco cast che comprende Robin Wright Penn, Blake Lively, Winona Ryder, Julianne Moore, Keanu Reeves, Monica Bellucci e molti altri. Il film è un adattamento di un suo omonimo romanzo ancora inedito.

## Filmografia

### Regista
- Angela (1995)
- Personal Velocity - Il momento giusto (Personal Velocity: Three Portraits) (2002)
- La storia di Jack & Rose (The Ballad of Jack and Rose) (2005)
- La vita segreta della signora Lee (The Private Lives of Pippa Lee) (2009)
- Il piano di Maggie - A cosa servono gli uomini (Maggie's Plan) (2015)
- She Came to Me (2023)

### Sceneggiatrice
- Angela (1995)
- Personal Velocity - Il momento giusto (Personal Velocity: Three Portraits) (2002)
- La storia di Jack & Rose (The Ballad of Jack and Rose) (2005)
- Proof - La prova (Proof) (2005)
- La vita segreta della signora Lee (The Private Lives of Pippa Lee) (2009)
- Il piano di Maggie - A cosa servono gli uomini (Maggie's Plan) (2015)

### Attrice
- Assassinio di Mary Phagan (The Murder of Mary Phagan) - miniserie TV (1988)
- L'orologiaio (Georg Elser - Einer aus Deutschland) (1989)
- A proposito di Henry (Regarding Henry) (1991)
- Wind - Più forte del vento (Wind) (1992)
- Giochi d'adulti (Consenting Adults) (1992)
- Buona fortuna Mr. Stone (The Pickle) (1993)
- Mrs. Parker e il circolo vizioso (Mrs. Parker and the Vicious Circle) (1994)
- Love Affair - Un grande amore (Love Affair) (1994)
- The Meyerowitz Stories, regia di Noah Baumbach (2017)

### Produttrice
- Mary Shelley - Un amore immortale (Mary Shelley), regia di Haifaa al-Mansour (2017)

## Opere
- Personal Velocity (2002)
- Woman Who (2003)
- The Private Lives of Pippa Lee (2008)

## Doppiatrici italiane
- Cristina Boraschi in A proposito di Henry, The Meyerowitz Stories
- Laura Boccanera in Giochi d'adulti
- Alessandra Cassioli in Wind - Più forte del vento